# ラストメッセージ
『ラストメッセージ』は、NHK総合テレビジョン「NHKスペシャル」で2006年11月から2007年3月にかけて放送された大型シリーズ企画である。
日本の戦後史を生き抜いた著名人の中から6人をピックアップし、その人物の生涯を追いながら故人が残した現代日本人へのメッセージを届ける。NHK所有の素材に留まらず民間放送の持つ素材、そして一般視聴者、遺族、関係者らが録画していた映像や写真などの資料の提供も受け、これらを交えて番組を構成する。

## 出演
- 国井雅比古アナウンサー

## 登場人物
- 第1回（2006年11月5日・再放送2007年3月11日）手塚治虫（漫画家）
- 第2回（2006年11月6日・再放送2007年3月12日）湯川秀樹（物理学者。日本人初のノーベル賞獲得者）
- 第3回（2006年11月7日・再放送2007年3月13日）木下惠介（映画監督）
- 第4回（2007年3月18日）植村直己（冒険家）
- 第5回（2007年3月19日）岡崎嘉平太（日中国交回復の立役者。元全日空社長）
- 第6回（2007年3月20日）糸賀一雄（社会福祉の実践家）